# Geniculospora inflata
Geniculospora inflata är en svampart som först beskrevs av Ingold, och fick sitt nu gällande namn av Sv. Nilsson ex Marvanová & Sv. Nilsson 1971. Geniculospora inflata ingår i släktet Geniculospora, klassen Leotiomycetes, divisionen sporsäcksvampar och riket svampar.   Inga underarter finns listade i Catalogue of Life.